# Eduard Pucherna
Eduard Pucherna (23. listopadu 1845 Josefov – 15. února 1923 Vídeň) byl rakousko-uherský generál českého původu. Do c. k. armády vstoupil v roce 1864 jako absolvent vojenské akademie a vystřídal službu u různých posádek po celé monarchii. V letech 1897–1905 byl velitelem pevnosti v Přemyšlu a aktivní kariéru završil v hodnosti polního zbrojmistra jako velitel armádního sboru v Košicích (1905–1906). Po vzniku Československa mu byla přiznána hodnost generála ve výslužbě v československé armádě (1919).

## Životopis
Pocházel z rodiny důstojníka, základní vzdělání získal v Krakově a Rijece, poté studoval na Tereziánské vojenské akademii ve Vídeňském Novém Městě (1860–1864). Do armády vstoupil v roce 1864 jako poručík k 11. pěšímu pluku v Písku. Za prusko-rakouské války v roce 1866 bojoval v Itálii, poté si doplnil vzdělání na Válečné škole (K.u.k. Kriegschule) ve Vídni (1866–1868). V hodnosti nadporučíka (1868) byl zařazen do důstojnického sboru generálního štábu a poté sloužil v Brně, Komárně, Lvově nebo Štýrském Hradci. V roce 1878 se zúčastnil okupace Bosny a Hercegoviny a jako major (1879) byl přidělen ke štábu zemského velitelství v Bukovině ve Lvově. V letech 1883–1885 byl šéfem štábu 17. pěší divize ve Varaždíně, mezitím byl povýšen na podplukovníka (1883) a později na plukovníka (1887). Od roku 1887 byl velitelem 85. pěšího pluku v Košicích.
V roce 1892 byl povýšen na generálmajora a převzal velení 5. pěchotní brigády v Linzi. V roce 1896 byl převelen jako divizní velitel c. k. zeměbrany do Lvova a téhož roku dosáhl hodnosti polního podmaršála. V letech 1897–1905 byl velitelem pevnosti v Přemyšlu. V roce 1905 byl povýšen do hodnosti polního zbrojmistra a byl jmenován velitelem 6. armádního sboru v Košicích. V prosinci 1906 se ze zdravotních důvodů velitelského postu vzdal a k datu 1. května 1907 byl odeslán na dovolenou. Žil krátce v Praze a v roce 1908 trvale přesídlil do Vídně, téhož roku ještě obdržel čestnou hodnost generála pěchoty. Ve služebním poměru v armádě zůstal až do roku 1918 a formálně byl penzionován až k datu 1. ledna 1919. Po zániku monarchie mu byla jako českému rodákovi přiznána hodnost generála III. třídy ve výslužbě v československé armádě s nárokem na penzi (1919). Zemřel ve Vídni v roce 1923 ve věku 77 let.
Jeho mladší bratr Wilhelm Pucherna (1854–1936) sloužil také v armádě, vynikl jako vojenský inženýr a důstojník dělostřelectva. V roce 1915 dosáhl hodnosti polního podmaršála a na konci první světové války byl sekčním šéfem na ministerstvu války.

## Tituly a ocenění
Během své vojenské kariéry se stal nositelem řady vyznamenání. V roce 1904 byl jmenován c. k. tajným radou s nárokem na oslovení Excelence. Od roku 1905 byl čestným majitelem pěšího pluku č. 31 v Sibiu.

### Řády a vyznamenání
- Pamětní medaile za obranu Tyrolska (1866)
- Válečná medaile (1874)
- Vojenský záslužný kříž III. třídy s válečnou dekorací (1878)
- Řád železné koruny III. třídy (1891)
- Jubilejní pamětní medaile (1898)
- rytířský kříž Leopoldova řádu (1900)
- Řád železné koruny II. třídy (1904)
- Řád železné koruny I. třídy (1906)
- Vojenský jubilejní kříž (1908)